# AskWiki
AskWiki war eine als Android-App verfügbare semantische Suchmaschine.
Die App versuchte, eine sprachliche Anfrage sinnvoll zu interpretieren und eine passende Antwort zu finden. Die Anwendung war auf mehrere Sprachen ausgelegt und nutzte als Wissensbasis die jeweilige Wikipedia (in Deutsch, Englisch, Tschechisch).

## Funktionsweise
Anders als bei einer gewöhnlichen Suchmaschine ist das Hauptziel nicht das Auffinden von Webseiten oder das Suchen eines passenden Wikipedia-Artikels durch Suchstrategien, sondern die Verarbeitung von Fakten durch einen spezifischen Algorithmus. AskWiki ist demnach eine semantische Suchmaschine.
Mögliche Fragen könnten etwa sein:
- Wie alt ist René Obermann?
- Wer sind die Vorfahren von Einstein?
- Höhe des Eiffelturms?

Die Ergebnisse sind von der App erzeugte Antworten, die aus Informationen abgeleitet werden, die in einem Wikipedia-Artikel stehen. Die Antworten werden entweder in Textform angezeigt oder durch synthetische Sprache wiedergegeben.
Der Verarbeitungsprozess ist in die folgenden Schritte unterteilt:
1. Die Nutzeranfrage wird erfasst. Dies erfolgt entweder durch die Spracherkennung von Google auf dem Android-System oder durch eine direkte Eingabe in ein Textfeld, wobei sich die verwendete Sprache nach der generellen Spracheinstellung des Android-Gerätes richtet.
2. Aus der Eingabe werden nicht benötigte Wörter entfernt (der, die, das, wer, wo, wann etc. beziehungsweise deren Gegenstücke in den anderen Sprachen) und es werden dann systematisch Wortfolgen extrahiert, die an den Wikipedia-Server übermittelt werden. Dies geschieht so lange, bis entweder der Server einen Artikel liefert oder alle Wortfolgen ausprobiert wurden.
3. Der gefundene Artikel wird dann näher analysiert. Falls es bei der Eingabe ein Eigenschaftswort gibt, etwa „alt“, wird dafür eine Entsprechung entweder in einer Tabelle oder in einer Kapitelüberschrift gesucht. Wurde eine Entsprechung gefunden, wird als Antwort das entsprechende Wertefeld der Tabelle oder der erste Satz des Kapitels genommen, ansonsten der erste Satz des gesamten Artikels.
4. Die Ausgabe der Antwort erfolgt in Textform oder per Sprachsynthese. Zusätzlich sind Bilder aus dem Artikel oder ein Link zum gesamten Artikel verfügbar.

Die App wird ausschließlich auf dem Smartphone ausgeführt, das heißt, sie benötigt keine Verbindung zu einem Server, abgesehen vom Wikipedia-Server und eventuell dem Server für die Google-Spracherkennung. Es werden keine Wörterbücher zur Identifikation der Wikipedia-Artikel und Eigenschaftsnamen verwendet. Eine Ontologie kommt auch nicht zum Einsatz. Zur Suche der Entsprechungen für Eigenschaftswörter wird ein Synonymvokabular verwendet, welches der Nutzer selbst erweitern kann.

## Probleme
Bei der Suche nach dem Titel des passenden Wikipedia-Artikels werden diverse Schreibweisen ausprobiert und es wird versucht Wörter, die Teil der natürlichen Frage sind, aber nicht zur Beantwortung benötigt werden, automatisch zu unterdrücken. So wird zum Beispiel die Frage „Wer sind die Vorfahren von Einstein?“ zu „Vorfahren Einstein“ gewandelt. Aber natürlich gelingt es nicht immer so den passenden Artikel zu finden; insbesondere bei mehrdeutigen Begriffen muss der Nutzer ggf. den Begriff präzisieren. Bei der Frage „Wer spielt in Nashville mit?“ würde die Stadt „Nashville“ als Treffer gefunden und es gibt keine sinnvolle Antwort auf die Frage. Bei der Anfrage „Nashville Film“ wird diese Anfrage automatisch zu „Nashville (Film)“ gewandelt und der passende Wikipedia-Artikel mit den Schauspielern wird angezeigt.
Die Suchanfrage des Nutzers sollte möglichst diesem Schema folgen, damit sich eventuelle Fehler bei der Spracherkennung nicht negativ auf die weiteren Schritte der Bearbeitung auswirken. Wenn etwa im obigen Beispiel „Wer sind die Vorfahren von Einstein?“ die Spracherkennung als Ergebnis „Wer Sinti Vorfahren von Einstein?“ liefert, dann würde das beabsichtigte Ergebnis nicht geliefert werden. Die direkte Sprachanfrage „Vorfahren Einstein“ wird bei der Spracherkennung mit einer höheren Wahrscheinlichkeit richtig erkannt und bearbeitet.
Bislang sind semantische Zusammenhänge in der Wikipedia nur teilweise explizit hinterlegt, etwa in den Informationskästen eines Artikels, so dass die Informationen in der App weitgehend durch Textanalyse erschlossen werden müssen. Einfacher wäre die Suche nach Antworten, wenn die Wikipedia solche Zusammenhänge direkt enthalten würde (siehe Semantic MediaWiki), also etwa statt des Textes „Berlin hat 3.393.933 Einwohner“ besser „Berlin hat [[hat Einwohnerzahl::3393933]] Einwohner“.
Trotz seiner Fähigkeit, natürliche Sprache zu interpretieren, liefert AskWiki auf viele Suchanfragen keine sinnvollen Antworten. Eventuell wird aber zumindest der passende Wikipedia-Artikel gefunden und angezeigt.

## Vergleich mit Suchmaschinen
Im Vergleich zu Suchmaschinen findet man mit AskWiki direkte Antworten. So wird etwa bei der Frage „Wie alt ist René Obermann?“ direkt die Antwort in Jahren ausgegeben; bei einem Klick auf den weiterführenden Hyperlink findet man an der entsprechenden Stelle im Artikel zu René Obermann das Geburtsdatum.
Aufgrund der Komplexität der Berechnungen sind natürlichsprachige Anfragen normalerweise langsamer als bei einer Suchmaschine (man kann in der App die verschiedenen Vorgänge quasi live mitverfolgen), allerdings wird die Frage dann direkt beantwortet und die Antwort findet sich nicht, wie bei einer herkömmlichen Suchmaschine, hinter einem Hyperlink. Zudem ist die Datenbasis der Wikipedia nicht so groß wie bei einer Websuchmaschine.

## Entwicklung
AskWiki wurde als Technologiedemonstrator von den Telekom Innovation Laboratories entwickelt und am 27. Januar 2012 offiziell gestartet. Ziel ist es, die Erfahrungen auszuwerten und die verwendete Methodik auch auf andere Anwendungsfelder zu übertragen. Ford baute ein Jahr später in seine AppLink, bzw. deren SYNC AppLink Mobile Application-Katalog AskWiki mit ein. Die letzte bekannt veröffentlichte Version war die Version 2.2 im Mai 2013.
Ende 2013 wurde die Entwicklung eingestellt und die App aus dem Markt genommen.